# BVG HK
BVG HK는 베를린 지하철의 소형 규격용 철도 차량이다. 차체 셜계와 기술적으로 BVG H와 유사하지만, 소형 규격 노선용으로 조정되었기 때문에 차량 형식명에 Kleinprofil을 뜻하는 "K"가 추가되었다.

## 개발
원래 HK 차량은 대형 규격용인 H 차량과 거의 동시에 반입될 예정이었다. 1997년까지 4량 편성 25편성이 인도될 예정이었다. 그러나 개발이 더디게 진행되어 그 해에는 시제차도 제작되지 못했다. 첫 차량 반입은 2001년부터 시작되었으며, 최초 물량은 4량 편성 4편성 뿐이었다. 차축 문제로 인하여 2006년 여름에 인도된 2편성(1006, 1007편성)은 운행이 불가능했고, 나머지 열차의 반입도 중단되었다. 2007년 4월 HK 열차의 부족과 A3L67 열차의 퇴역으로 인해서 이미 열차가 부족했다. 베를린교통공사와 봄바디어간의 합의 후 불레탈역을 통해서 신규 열차 9편성이 2007년 6월 23일부터 그 해 말까지 인도되었다. 반입 중단 이후 최초로 인도된 열차는 1008편성과 1019편성이었으며, 그 다음 주에 운행이 중단되었던 1006편성과 1007편성이 다시 영업 운행을 시작했다.

## 구조

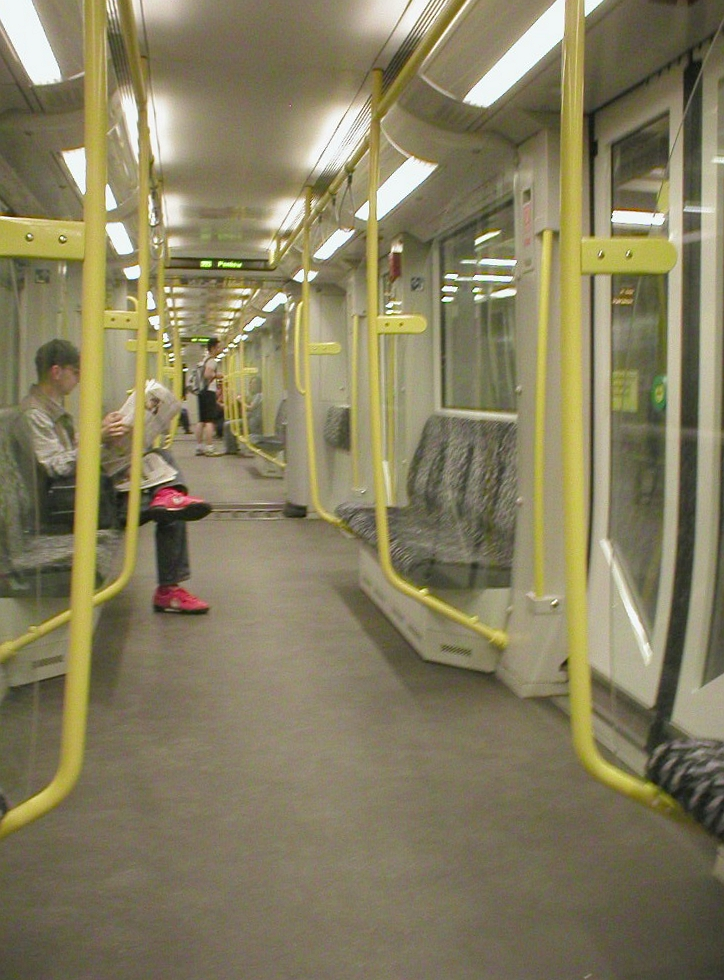
HK 전동차의 내부

HK와 H는 기술적으로 많은 부분을 공유한다. 전체 편성은 빈 관(Leere Röhre) 형태로 설계되었으며, H에 비해서 전폭이 35 cm 더 좁다. 기술적인 장치는 가능한 경우 객실 외부에 설치되었다. 중간차는 선두차보다 51 cm 더 길다. 편성은 총 4량으로 구성되어 있으며, 대부분 2편성이 병결 운행한다. H형 전동차가 6량 편성 전체를 막힘 없이 운행할 수 있음에 비해서 편성간 관통문이 없기 때문에 4량 편성 단위로만 내부에서 이동할 수 있다. H형 전동차와는 달리 바닥 높이는 875 mm이다.
H 전동차와는 다르게 량당 차축 4개 중 3개만 동력이 있으며 영업 최고속도는 시속 60 km이다.
선두차는 대형 규격인 H형과 다르게 곡면이 아니고 직선형이다. 1량당 출입문이 양쪽으로 3개씩 장착되어 있으며, 출입문 너비는 1300 mm이다. 출입문 사이에는 H형과는 다르게 창문이 1개씩 장착되어 있다. 객실간 연결 구간은 축소되지 않는 형태로 설계되었다.
이전 세대 차량과는 기계적으로만 연결이 가능하다. 후속작인 BVG IK 차량과는 전기적으로도 연결이 가능하고 병결 운행이 가능했으나, 2018년 8월의 소프트웨어 업데이트로 더 이상 병결 운행이 불가능해졌다.
2021년 말까지 차내에 승객용 모니터가 량당 4개 추가 장착되었다. 이 작업은 독일 연방교통부에서 수백만 유로의 예산을 지원했다.

## 운행 구간

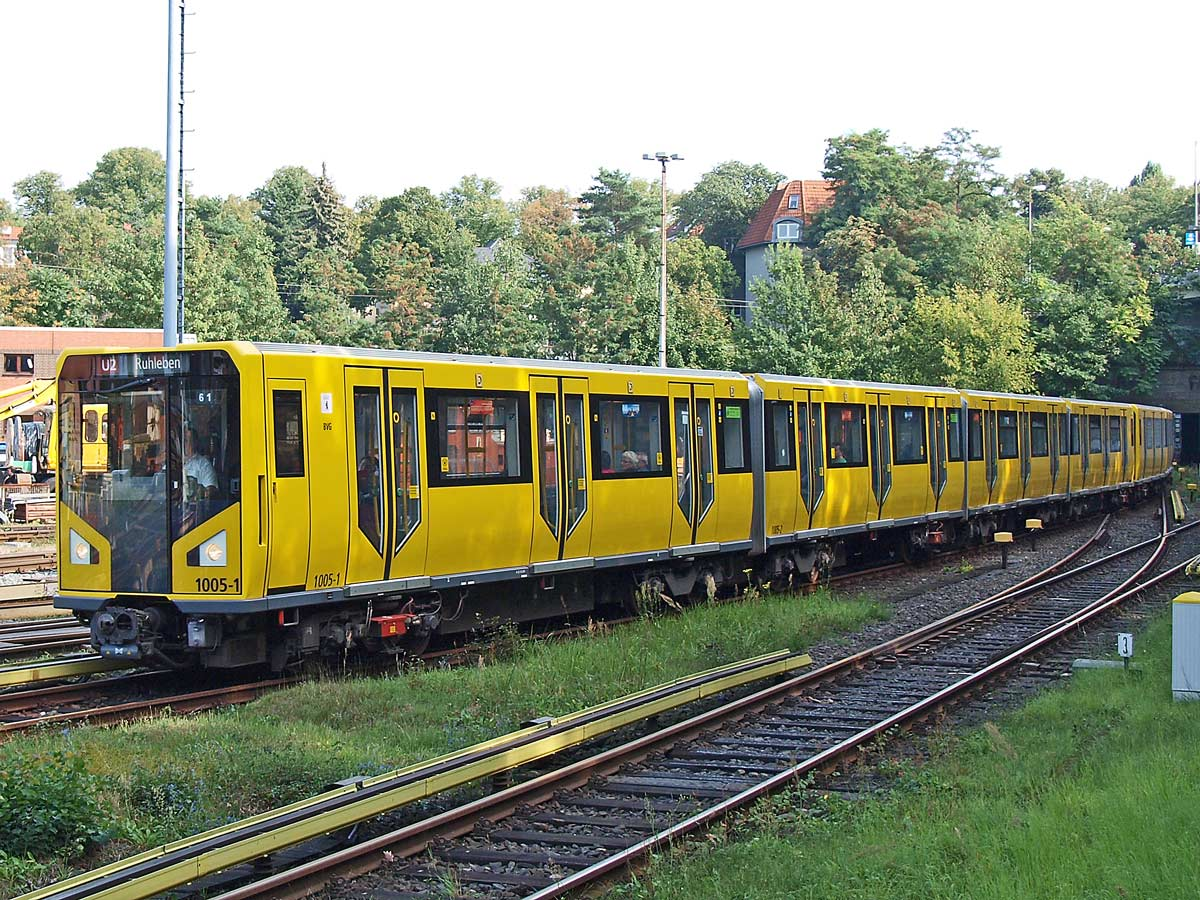
U2 노선에서 운행하는 HK 차량

주 운행 구간은 U2 노선이다. U1과 U3 노선은 A3L71 차량 폐차로 인해서 차량이 부족해지면서 추가로 운행이 시작되었다.

## 참조
1. ↑  인용 틀이 비었음 (도움말)
2. ↑  인용 틀이 비었음 (도움말)
3. ↑  Thomas Fülling (2007년 7월 21일). “BVG stellt 20 neue U-Bahn-Züge für die Linie U 2 in Dienst”. 2020년 1월 2일에 확인함.
4. ↑  “Neue U-Bahnzüge gehen in Betrieb – Pressemeldung der BVG”. 2007년 7월 23일. 2007년 7월 23일에 확인함.
5. ↑  인용 틀이 비었음 (도움말)